# Баре ле Ба
Баре ле Ба (фр. Barret-le-Bas) насеље је и општина у Француској у региону Прованса-Алпи-Азурна обала, у департману Горњи Алпи која припада префектури Гап.
По подацима из 2011. године у општини је живело 233 становника, а густина насељености је износила 8,72 становника/km². Општина се простире на површини од 26,72 km². Налази се на средњој надморској висини од 649 метара (максималној 1555 m, а минималној 592 m).

## Демографија
| 1962. | 1968. | 1975. | 1982. | 1990. | 1999. | 2011. |
| ----- | ----- | ----- | ----- | ----- | ----- | ----- |
| 179   | 342   | 291   | 187   | 237   | 232   | 233   |

График промене броја становника у току последњих година